# Электронный учебник
Электронный учебник — это средство обучения и воспитания в виде педагогически проработанных и структурированных учебных материалов, представленных в электронной форме и размещенных в сети или на обособленном носителе без возможности изменения содержащейся в них информации.
В настоящее время электронные учебники разнообразны и разделяются по типу сервиса и контента на текстовые издания с иллюстрациями и простым справочным аппаратом; мультимедийные электронные учебники со звуковым сопровождением, встроенными видеофрагментами и профессиональным дизайном; интерактивные учебники, содержащие элементы, позволяющие пользователю взаимодействовать с учебником (анимированные иллюстрации и графики, откликающиеся на действия читателя, временные шкалы событий, адаптивные тесты разного уровня и формы).
Основные структурные элементы электронных учебников:
- вступительная часть. Может содержать предисловие автора, содержание в виде текста, стартовый анимационный ролик, иллюстрирующий основное содержание, краткое напутственное видео с выступлением авторов учебника;
- лекции. Содержит тексты с иллюстрациями и интерактивными элементами (примеры, упражнения). Текст разбивается на логические части и верстается для удобного восприятия с экрана монитора;
- тесты для самоконтроля. Такие упражнения расположены в конце каждого раздела и определяют готовность учащегося к прохождению следующего раздела. В случае неудовлетворительного результата, желательно получение рекомендаций по повторению определенных частей;
- контрольное задание. Итоговый раздел, нацеленный на проверку усвоения материала в целом. Его результаты могут пересылаться через Интернет в базу данных издателя для подтверждения уровня знаний и выдачи документа о прохождении учебного курса.

Кроме описанных составных элементов для основного текста, функциональные возможности электронного учебника могут быть расширены дополнительными элементами: системой поиска, средствами навигации, гиперссылками.

## Возможности электронных учебников
Концепция электронных учебников состоит в том, чтобы сделать их не просто заменителями бумажных пособий, а инструментом обучения с расширенными возможностями по сравнению с традиционными учебниками. Основное преимущество электронного пособия — интерактивность. Технологии электронных устройств, на которых будут работать электронные пособия, позволят, помимо текста, предоставлять ученикам возможность открывать аудиофайлы, видеоролики, копии различных документов, перекрестные материалы из других пособий и энциклопедий. На экран можно будет выводить графики, иллюстрации, расчеты, параметры, которые в любой момент можно изменять. Предполагается, что на время урока электронные устройства учеников можно будет определять в единую сеть. Преподаватель сможет работать с каждым устройством со своего планшета или другого гаджета, комментировать работу учеников, давать и проверять задания. Помимо новых возможностей в учебном процессе, электронные учебники имеют и другие преимущества перед бумажными, в частности, отсутствие затрат на печать, облегчение веса учебных материалов, которые школьник вынужден носить с собой, сохранение леса, идущего на вырубку для производства бумаги.

## Требования к электронному учебнику
Сегодня к электронным учебникам предъявляются следующие требования:
1. комплектарность, полнота охвата и целостность представления учебно-методических материалов, направленных на реализацию ступени Федерального государственного образовательного стандарта по учебной дисциплине: каждый элемент комплекта дополняет (расширяет) содержание и функциональные возможности другого;
2. информация по выбранному курсу должна быть хорошо структурирована и представлять собою законченные фрагменты курса с ограниченным числом новых понятий;
3. на иллюстрациях, представляющих сложные модели или устройства, должна быть мгновенная подсказка, появляющаяся или исчезающая синхронно с движением курсора по отдельным элементам иллюстрации (карты, плана, схемы, чертежа сборки изделия, пульта управления объектом и т.д.);
4. текстовая часть должна сопровождаться многочисленными перекрестными ссылками, позволяющими сократить время поиска необходимой информации, а также мощным поисковым центром; перспективным элементом может быть подключение специализированного толкового словаря по данной предметной области;
5. видеоинформация или анимации должны сопровождать разделы, которые трудно понять в обычном изложении; в этом случае затраты времени для пользователей в 5-10 раз меньше по сравнению с традиционным учебником; некоторые явления вообще невозможно описать человеку, никогда их не видавшему (водопад, огонь и т.д.); видеоклипы позволяют изменять масштаб времени и демонстрировать явления в ускоренной, замедленной или выборочной съемке;
6. электронный учебник должен служить основой создания активно-деятельностной познавательной среды для обучающегося за счет возможности осуществления тренировочной учебной деятельности и контроля знаний, моделирования, поддержки творческой деятельности;
7. поддержка возможности реализации обучающимися индивидуальных образовательных траекторий за счет наличия дополнительного материала, расширяющего и углубляющего основное содержание предмета, гиперссылок на материалы электронного приложения к учебнику, гиперссылок на сетевые ресурсы региональных и федеральных хранилищ электронных образовательных ресурсов;
8. обеспечение комфортных, интуитивно понятных обучающемуся условий для взаимодействия с образовательным контентом, как во время аудиторных занятий, так и при самостоятельной работе;
9. возможность управления обучением за счет взаимодействия персональных мобильных устройств обучающихся, компьютера или мобильного устройства преподавателя и других средств обучения на базе информационных технологий (интерактивная доска, лабораторное оборудование и т.п.) в едином информационном пространстве;
10. возможность организации индивидуальной поддержки педагогом учебной деятельности каждого обучающегося на основании информации о результатах его продвижения по учебному материалу;
11. возможность организации сетевого взаимодействия преподавателя и обучающихся для формирования навыков учебного сотрудничества, коммуникативной компетентности;
12. поддержку технологии загрузки и оперативного обновления образовательного контента по современным каналам связи.

В настоящее время в Государственную Думу Российской Федерации внесен законопроект, изменяющий условия для использования образовательных онлайн-ресурсов. Изменения затрагивают ст. 18 Федерального закона от 29 декабря 2012 г. № 273-ФЗ "Об образовании в Российской Федерации". Поправками предусмотрено, что федеральный перечень электронных образовательных ресурсов будет включать только верифицированные электронные учебные материалы, полностью подготовленные и проверенные за счет бюджетных средств. Они должны пройти несколько этапов:
- разработка;
- экспертиза;
- апробация;
- выпуск;
- доработка (при необходимости).

Только после этого ресурс попадет в перечень и будет доступен для использования при реализации основных общеобразовательных программ и образовательных программ среднего профессионального, основного общего и среднего общего образования. Введение новых технологий и цифровой среды в образовании увеличивает долю электронных материалов. В связи с этим возникает потребность распространять государственный контроль и на электронные ресурсы, отмечается в пояснительной записке к законопроекту. Государственные ресурсы, по мнению авторов инициативы, гарантируют качество и безопасность образовательной среды для детей. Материалы, созданные организациями по собственной инициативе и не прошедшие государственный отбор, можно будет использовать только для дополнительного образования.

## Преимущества и недостатки электронного учебника
Использование электронных учебников предоставляет большие дидактические преимущества по сравнению с бумажными учебниками:
1. С помощью современных гаджетов появилась возможность улучшения обучающей среды за счет яркого и наглядного представления учебной информации, что, несомненно, привлекательно для учащихся;
2. Произошла интеграция больших объемов информации на едином носителе; данный факт разгружает физически учащихся;
3. Реализуется возможность построения дополнительного образовательного маршрута изучения материала;
4. Позволяет сетевым образом отслеживать и корректировать процесс изучения учебного материала, тем самым осуществляя обратную связь "учитель - ученик";
5. Текст учебников содержит ссылки на дополнительный материал к каждой теме обучения.

Кроме доводов "за" электронный учебник имеет не меньшее количество доводов "против":
1. Электронный учебник не обеспечивает активное участие учащихся на протяжении всего урока;
2. Функция контроля знаний электронного учебника не способна, на сегодняшний день, в максимальной степени дать объективную оценку, в особенности заданий филологического направления. Это объясняется тем, что формы ответов требуют творческой оценки учащегося, помимо верного ответа и грамотного изложения мысли, тем самым создается сложность процесса оценки;
3. Абсолютная «тестотизация» проверки знаний не способствует глубокому усвоению получаемых знаний;
4. Уязвимость от электропитания;
5. Электронные учебники влияют на уровень восприятия информации. Исследователями доказано, что бумажный вариант учебника не так утомляет учащихся, что позволяет поддерживать длительность восприятия информации дольше, чем при работе с электронным учебником.

## Мировой опыт внедрения
Различные страны активно занимаются внедрением электронных учебников в образовательный процесс. В Южной Корее с 2012 года идёт обучение учителей работе с электронными пособиями. В 2015 году каждая школа должна сделать выбор: изучает она тот или иной предмет по бумажным или по электронным учебникам. В США действует целая программа по их разработке. Система обучения по электронным учебникам в Австралии также находится на стадии формирования. Весной 2013 года в 75 московских школах был проведён эксперимент по внедрению электронных учебников. Его продолжительность составила 60 дней, учителя оценили его результаты положительно, но отметили, что электронные учебные материалы нуждаются в доработке.
В 2011 году Минобрнауки России провел экспериментальное внедрение электронных учебников в 38 школах 9 регионов России. В рамках эксперимента были протестированы устройства разных производителей. По итогам эксперимента некоторые СМИ написали о готовности профильного института министерства продолжить работы по внедрению.
Департамент образования города Москвы совместно с издательством «Просвещение» с 1 сентября 2014 года начал проводить эксперимент в рамках проекта «Электронная образовательная среда» по внедрению электронных учебников в шести школах. Занятия проходили по четырём дисциплинам: по истории, химии, биологии и географии. Согласно приказу Министерства образования и науки Российской Федерации № 1559 от 8 декабря 2014 года с 1 января 2015 года все российские школы обязаны перейти на те учебники, для которых будет выпущена электронная версия.
В 2015 году 415 учебников, входящих в Федеральный перечень, были переведены в электронную форму. Чтобы войти в Федеральный перечень, электронный учебник должен воспроизводиться как минимум на двух операционных системах и быть безопасным для здоровья. Электронные учебники планируется объединить с электронными дневниками учеников и школьными журналами. Электронный учебник содержит в себе гиперссылки на встроенные в носитель энциклопедии и перекрестные ссылки между разделами учебника, в нём можно прослушивать и просматривать учебные аудио и видео материалы, проходить тестирования. В 2015 году в обучении школьников было задействовано 3,3 электронных учебников. Около 30 столичных школ активно использует их в обучении учеников. К 2018 году оснастить электронными учебниками планируется все школы Москвы.
В 2024 году Министерство просвещения Российской Федерации утвердило новый федеральный перечень электронных образовательных ресурсов, допущенных к использованию при реализации образовательных программ начального общего, основного общего, среднего общего образования. Он содержит 735 верифицированных ресурсов.